# Dragona

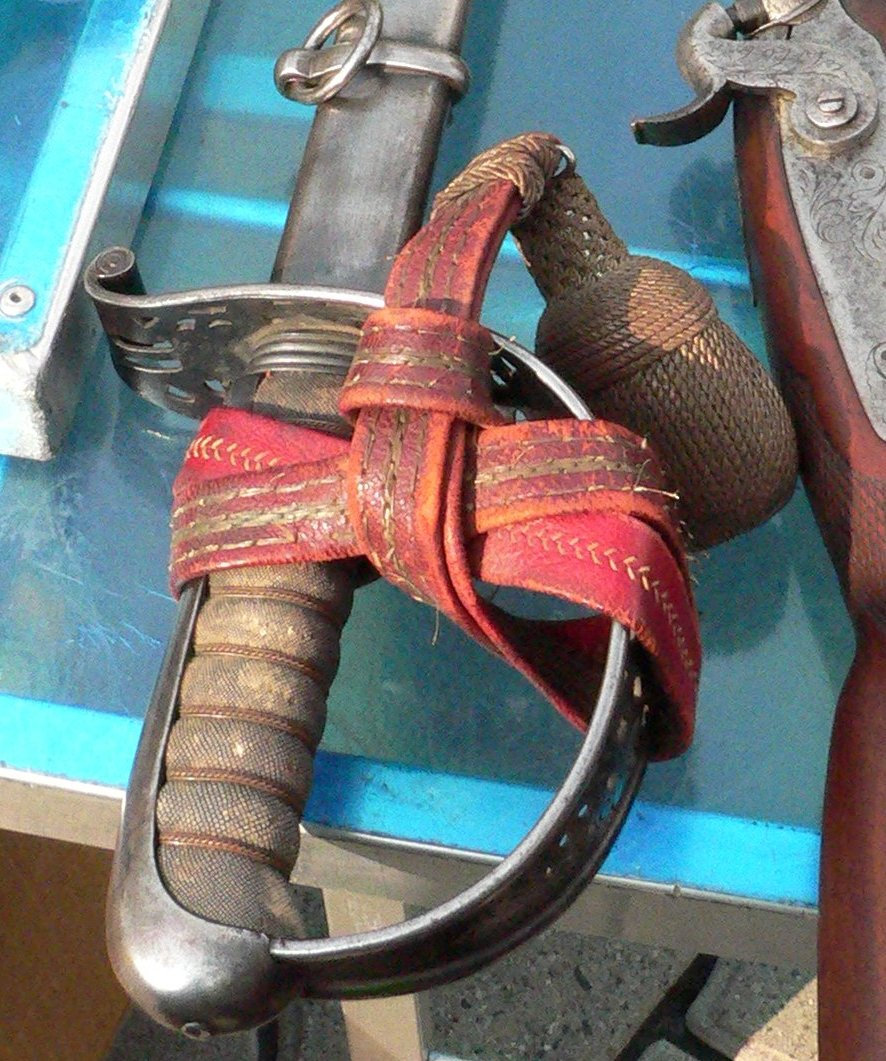
Dragona fixada a l'empunyadura d'un sabre

La dragona és, en contextos militars, el cordó rematat en borla que es lliga entre el mànec i el guardamà d'una arma blanca (generalment espasa o sabre), originàriament per tal de sostenir-la a la mà (mitjançant el nus amb què rematava l'altre extrem) i servir de fiador. Acostuma d'ésser força ornamentada. Avui dia és un ornament de tradició; tradicionalment era un element pràctic de l'equipament militar individual. Llavors i ara constitueix, també, una peça d'uniforme, perquè, en funció del disseny, el color, etc., pot indicar el grau o la branca del portador.
El català dragona equival —sempre en context militar —a l'esp. dragona (que també significa 'cert tipus de xarretera'), fr. dragonne, it. dragona, portuguès fiador, ang. sword knot, al. Portepee, rus temliak (темляк), etc.
El nom prové dels dragons, que foren els primers a usar aquesta peça: com que lluitaven armats principalment de carrabina i pistola, i només accessòriament de sabre, aquest el duien penjat d'una mà mitjançant un cordó o cingla, que és el que acabà anomenant-se dragona.
L'ús de dragones s'estengué posteriorment a la totalitat de la cavalleria, així com a l'oficialitat de l'exèrcit i de l'armada, fos a títol pràctic o merament ornamental, atès que usualment el sabre es duia dins beina penjant del cinturó mitjançant un cordó o cingla. D'ençà que va perdre el valor pràctic, la dragona es duu cordada entorn del mànec i el guardamà i se'n deixa bona part penjant per l'extrem de la borla.
Tradicionalment l'ús de dragones era característic d'aquells militars armats de sabre, és a dir, de tots els graus de la cavalleria i de la totalitat de l'oficialitat militar. Arran de la Primera Guerra Mundial el sabre desaparegué de l'equip militar habitual, i amb ell la dragona.
Avui dia les dragones es reserven arreu per a ocasions de gala, conjuntament amb el sabre. També poden donar-se en forces policials.